# Diecinueve de Abril
Diecinueve de Abril est une ville de l'Uruguay située dans le département de Rocha. En 2011, sa population s'élevait à 205 habitants.

## Histoire
La ville est nommée en l'honneur de la date 19 avril 1825 (en espagnol: 19 de abril), une journée historique pour le pays.
Les Treinta y Tres Orientales, commandés par Juan Antonio Lavalleja, arrivent sur le territoire uruguayen le 19 avril 1825, rejoints par beaucoup d'hommes, et forcent l'armée brésilienne à se retirer de la province cisplatine.

## Population
| Année | Population |
| ----- | ---------- |
| 1963  | 308        |
| 1975  | 308        |
| 1985  | 256        |
| 1996  | 254        |
| 2004  | 239        |
| 2011  | 205        |

,